# Michael Möllenbeck
Michael Möllenbeck, född 12 december 1969 i Wesel, Nordrhein-Westfalen, död 2 november 2022 i samma stad, var en tysk friidrottare som tävlade i diskuskastning.
Möllenbeck tillhörde under 2000-talet världstoppen i diskus. Hans första mästerskapsfinal var VM 1999 där han slutade på en sjätte plats med ett kast på 64,90. Han deltog vid Olympiska sommarspelen 2000 och blev tia efter att ha kastat 63,14.
Vid VM 2001 blev han bronsmedaljör efter att ha kastat 67,61, endast slagen av landsmannen Lars Riedel och Virgilijus Alekna. Vid EM 2002 blev han åter bronsmedaljör denna gång efter Róbert Fazekas och Alekna med ett kast på 66,37 som längst. 
Vid VM 2003 slutade han på en femte plats efter att ha kastat 66,23. Olympiska sommarspelen 2004 blev en missräkning och Möllenbeck blev utslagen redan i kvalet. Han var tillbaka som medaljör vid VM 2005 då han åter blev bronsmedaljör, denna gång efter att ha kastat 65,95. Alekna och Gerd Kanter blev hans övermän. 
Vid EM 2006 var han åter i final och slutade på en femte plats med ett kast på 64,82.

## Personliga rekord
- Diskus - 67,64